# Thyridanthrax luminis
Thyridanthrax luminis är en tvåvingeart som först beskrevs av Hall 1970.  Thyridanthrax luminis ingår i släktet Thyridanthrax och familjen svävflugor.
Artens utbredningsområde är Kalifornien. Inga underarter finns listade i Catalogue of Life.